# 飛脚
飛脚（ひきゃく）は、信書や金銭、為替、貨物などを輸送する職業またはその職に従事する人のことである。佐川急便の商標でもある。単純な使い走りとは違い、事業が組織化されているのが特徴である。

## 概要

### 歴史

『飛脚、日本と絵入り日本人』、エメ・アンベール画、1874 年。

当初は専ら公用であった。律令制の時代には唐から導入された駅制が設けられていた。京を中心に街道に駅（うまや）が設けられ、使者が駅に備えられた駅馬を乗り継いだ。重大な通信には「飛駅（ひえき）」と呼ばれる至急便が用いられた。「飛駅」には「駅鈴」が授けられた。律令制の崩壊に伴い駅制も廃れてしまったが、鎌倉時代には鎌倉飛脚・六波羅飛脚（ろくはらひきゃく）などが整備された。これは京都の六波羅から鎌倉まで最短72時間程度で結んだ（駅逓制度による早馬）。廃絶してしまった「駅」に代わり、商業の発達に伴い各地に作られてきた「宿」が利用された。室町時代には京都御所と鎌倉府を結ぶ「関東飛脚」が設けられた。
戦国時代には、戦国大名をはじめとする各地の諸勢力が領国の要所に関所を設けたため、領国間にまたがる通信は困難になった。戦国大名は書状を他の大名に送るため、家臣や寺僧、山伏が飛脚として派遣された。これらは連携が進む一方、しばしば密使であったので業態化しなかった。また、人目を忍ぶため徒歩が増えた。
江戸時代に入ると、五街道や宿場など交通基盤が整備され、飛脚による輸送・通信制度が整えられた。江戸時代の飛脚は馬と駆け足を交通手段とした。公儀の継飛脚の他、諸藩の大名飛脚、また大名・武家も町人も利用した飛脚屋・飛脚問屋などの制度が発達、当時の日本国内における主要な通信手段の一翼を担ってきた。飛脚が運んだものは、信書や小荷物から金銀にまで及んだ。
飛脚は明治以降の郵便制度に比較すると費用的に高価で天候にも左右された。また江戸―大阪間は一業者で届けられたのに対し、江戸以東の蝦夷、大阪以西へは別業者に委ねられたが、連携は必ずしも円滑ではなかった。このような理由で、期日に届かないことも多かった。毎日配達しないため、近世の書簡は案件をまとめて記されることが多く、費用的に安価であることや儀礼的な理由で飛脚を用いずに私的な使用人を介して伝達されることも多かった。
明治時代に入った1871年（明治4年）、駅逓司に所属していた前島密の提案でイギリスの郵便制度を参照しつつ、従来の飛脚の方法をも取り入れて郵便制度を確立した。飛脚業は郵便事業の発達により衰退した。郵便料金に対抗して近距離の飛脚料金を郵便の半額にしていたが、前島密は飛脚が全国ネットでない事と世界へ手紙が届けられない事で佐々木荘助（飛脚問屋側の代表）と話し合った結果、郵便制度に並行する形で飛脚問屋は陸運元会社として再組織され（更に「内国通運」を経て現在の日本通運）、小荷物・現金輸送に従事した。飛脚として活躍した人々は、郵便局員や人力車の車夫などに転じていった。
現代の飛脚といえば、宅配便、軽貨物便、自転車便、バイク便などが相当する。佐川急便は自社のトラックに飛脚の絵を描いている。（2007年より江戸時代の飛脚の絵から、セールスドライバーをデザインした新飛脚マークに変更）。

### 江戸時代の飛脚

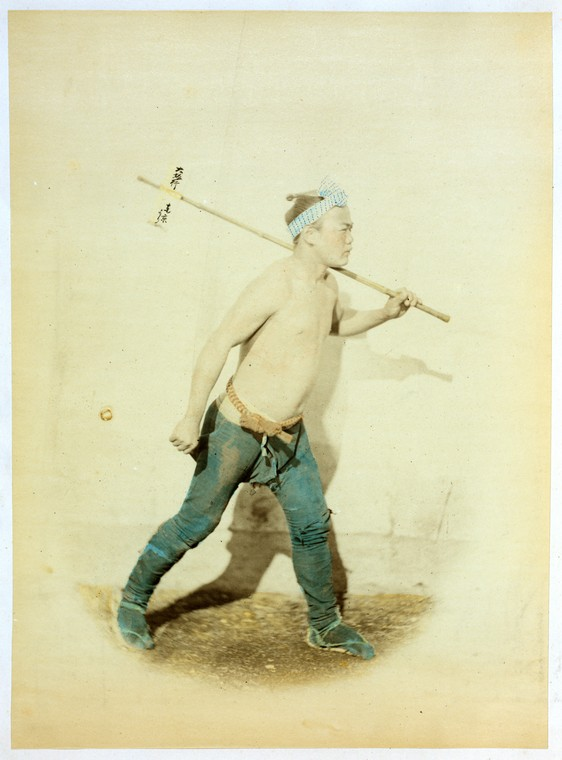
フェリーチェ・ベアトによる飛脚の着色写真（1863年-1877年頃）

江戸時代中期〜明治初年における民間の飛脚問屋は、基本的には決められた「定日」に荷物を集荷すると、荷物監督者である「宰領」（才領が主要街道の各宿場の伝馬制度を利用して人馬を変えながらリレー輸送した。荷物を付けた馬と馬方を引き連れた宰領は乗馬し、防犯のため長脇差を帯刀した。宿泊は指定の「飛脚宿」に泊った。途中、人馬継立の渋滞、現金盗難、河川増水（川止め）、地震遭遇など不慮の人災・天災により延着・不着・紛失もあった。高額の金を支払い、一件のために発したのを「仕立飛脚」といい、また早便として「六日限」「七日限」などの種類があったが、遅れがちであった。飛脚問屋が特権にこだわったのは、延着、賃銭（値上げ）などの課題を抱えていたからだと思われる。飛脚の研究家である巻島隆は、文書だけでなく荷物ときに金銭も運び、それらを運ぶのはあくまで主は馬の荷駄としてで、今日の我々のイメージによくある人間が届ける「走り飛脚」は期日に遅れず届けるために必要になった場合等であったとされる。
『守貞謾稿』は当時のシステムを具体的に説明している。江戸 - 京坂を結ぶ飛脚のうち最低料金のものを「並便り」と呼び、日数の保証はなかった。昼間のみの運行であり、また駅馬の閑暇を利用して運行する関係上、片道概ね30日を要したという。これより急を要する場合、所要10日の「十日限」（とおかぎり）、6日の「六日限」あるいは「早便り」の利用となったが、東海道の通信量増加と共に各宿での滞貨が増大、それぞれ2〜3日の延着が通例になったという。そこで江戸 - 上方を6日間で走ることを約した定飛脚が登場し、「定六」または「正六」と呼んだ。更に火急の書状では「四日限仕立飛脚」が組まれることもあり、料金4両を要したという。これらの飛脚に便乗させる形で書簡を託すことも可能であり、「差込」（さしこみ）と称した。運賃2〜3分という。こうした便乗は概ね世界的な傾向であった。
江戸時代の日本の飛脚については『駅逓誌稿』、日本通運『社史』などが基本文献である。研究論文に関しては藤村潤一郎による論文・翻刻の業績数が群を抜く。国内外の通信の歴史については星名定雄『情報と通信の文化史』（法政大学出版局）がある。日本の飛脚研究は、近年の高度情報社会を背景に情報史の領域で扱われる傾向にある。

## 飛脚の種類
継飛脚
継飛脚は幕府が設けた飛脚で、各宿駅で人馬を継ぎ代えて信書や貨物を輸送する方法であり、御老中証文と称する重要な公文書を扱った。一人の走夫が御用と書いた長柄の高張提灯を持ち、もう一人の走夫が小葛籠に御用の札を附したものを肩に担いで輸送した。1633年（寛永10年）には諸街道の各駅に継飛脚米が付与された。継飛脚は幕末まで存続したが、民間の飛脚とも競合していたと考えられる。
大名飛脚
大名飛脚は江戸と国許の間を結んだ飛脚で、尾張藩や紀州藩が整備した「七里飛脚」が知られる。尾張藩や紀州藩以外にも七里飛脚を設置した藩があったが、町飛脚が発達するにしたがって、尾張藩のように七里飛脚を廃する藩もあった。
町飛脚
町飛脚は、1663年（寛文3年）当初東海道の三都（江戸・京都・大坂）で行われ、享保年間には上州高崎・陸奥福島・上州伊勢崎・上州藤岡で営業開始、1736年（元文元年）には新潟、1746年（延享3年）には江戸島屋が奥州・福島・京都間と江戸・備中松山間での営業を開始するなど、営業範囲を広げていった。寛政・天保期には五街道の主要都市だけでなく、主要都市から各地方にも町飛脚が普及した。江戸町飛脚は、江戸町内に限定して行われた飛脚であり、風鈴を鳴らして書状を届けた。『守貞謾稿』には「その扮、挟筥形の張り籠を渋墨に塗り、町飛脚および所名・家号を朱塗りに書きて、これを背にし、棒の一端前の方等に一風鈴を垂れて、往来呼ばずして衆人に報告す。これをもつて、下にも云へるごとく、ちりんちりんの町飛脚等異名す」とあり、ちりんちりんの町飛脚と呼ばれていた。その他、丹後地方では、縮緬を京問屋に委託販売する仲次をなす上荷飛脚と、上荷飛脚の指揮下で一定の賃金を得て一定の場所に運搬する下荷飛脚がいた。
通飛脚（とおしびきゃく）
出発地点から目的地まで通して一人で運ぶ飛脚。
米飛脚
大坂堂島米会所周辺の飛脚。堂島米会所での米相場の動向を地方に伝えることを専門としていた。

## 文化
飛脚は浄瑠璃や古典落語川柳狂歌などに登場し、庶民に親しまれていた。
- 冥途の飛脚（めいどのひきゃく）：18世紀、近松門左衛門作。飛脚屋の養子忠兵衛が遊女梅川と深い仲になり、ふたりして破滅に向かうという世話物の人形浄瑠璃。
- 恋飛脚大和往来（こいびきゃくやまとおうらい）
- 川柳:「十七屋日本の内はあいと言う」「はやり風十七屋からひきはじめ」。十七屋は飛脚問屋「十七屋孫兵衛」のことで、1702年（元禄15年）に京都の順番仲間が江戸の会所として設置したのが始まり。地方に出店を置き、広域的に書状や金銀荷物を輸送したが、1785年（天明5年）に幕府御用金の不正使用が発覚し、闕所（営業停止）となる。
- 狂歌:「室町に御所の名ありて送り文ゆきとゝきたる京やふさはし」「すけ笠の月に三度の京やからいそき飛脚も出る十日限り」。「京や」は江戸室町二丁目で営業した定飛脚問屋「京屋弥兵衛」のこと。

また、時代小説の題材にも取り上げられている。
- 出久根達郎『おんな飛脚人』（講談社文庫、2001年8月15日第1刷発行）- NHKでドラマ化された。
- 出久根達郎『世直し大明神―おんな飛脚人』（講談社文庫、2007年5月15日発行）-『おんな飛脚人』の続刊。
- 山本一力『かんじき飛脚』（新潮社、2005年10月25日発行）
- 山本一力『べんけい飛脚』（新潮社、2017年9月28日発行）